# Förledande av ungdom
Förledande av ungdom är ett brott mot allmän ordning enligt svensk lag.
I brottsbalken 16 kap 12 § föreskrivs:
"Den som bland barn eller ungdom sprider en skrift, bild eller teknisk upptagning som genom sitt innehåll kan verka förråande eller eljest medföra allvarlig fara för de ungas sedliga fostran, döms för förledande av ungdom till böter eller fängelse i högst sex månader."